# Gajna
Gajna este o arie protejată (sit de importanță comunitară — SCI) din Croația întinsă pe o suprafață de 425,7 ha, integral pe uscat.

## Localizare
Centrul sitului Gajna este situat la coordonatele 45°08′20″N 18°13′28″E / 45.138893°N 18.224424°E.

## Înființare
Situl Gajna a fost declarat sit de importanță comunitară în iulie 2013 pentru a proteja 1 specie de plante.

## Biodiversitate
Situată în ecoregiunea continentală, aria protejată conține 2 habitate naturale: Ape stătătoare oligotrofe până la mezotrofe, cu vegetație de Littorelletea uniflorae și/sau de Isoëto-Nanojuncetea, Lacuri eutrofice naturale cu vegetație de tip Magnopotamion sau Hydrocharition.
La baza desemnării sitului se află o specie protejată de  plante: Marsilea quadrifolia.
Pe lângă speciile protejate, pe teritoriul sitului au mai fost identificate 9 specii de plante, 1 specie de pești.